# Gucin Gaj

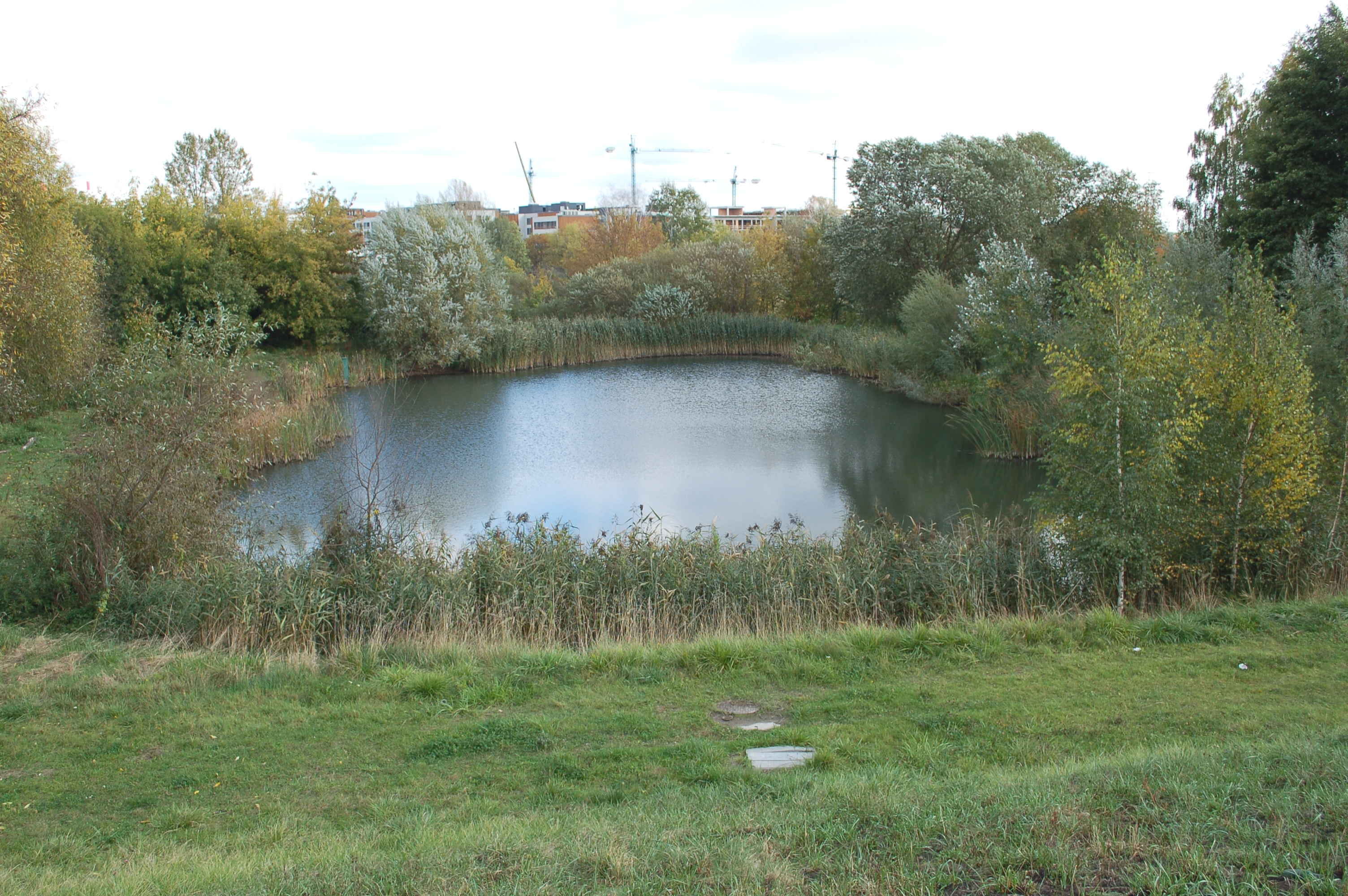
Der Teich, früher umgeben von dem Park. Blick von der Weichselböschung

Gucin Gaj war im 19. Jahrhundert eine Residenz- und Parkanlage im heutigen Warschauer Stadtteil Ursynów. Die Zukunft der verwilderten Anlage ist unklar. Ein Teil steht seit November 2007 unter Denkmalschutz (Nr. A-790).

## Geschichte
Um 1817 ließ der Besitzer der Herrschaft Wilanów, der Magnat und Minister Stanisław Kostka Potocki, unterhalb sowie neben der auf der Warschauer Weichselböschung gelegenen Katharinenkirche bei Służew eine Gartenanlage mit einer kleinen Sommerresidenz errichten. Das hölzerne Wohngebäude und dazugehörende, teilweise gemauerte Wirtschaftsgebäude existieren heute nicht mehr. Das Hauptgebäude basierte auf einem bereits im 18. Jahrhundert an dieser Stelle errichteten und als „Dom Wojewodziny“ (deutsch: Haus der Woiwodin, gemeint ist die Frau eines Woiwoden) bezeichneten Herrenhauses. Die Residenz gehörte zu einer Reihe von ähnlichen Objekten, die vor der Jahrhundertwende von Potocki an verschiedenen Stellen der Wilanówer Herrschaft errichtet worden waren – so auch in Natolin, Ursynów und Morysin. Der Minister nutzte diese Residenzen zur Entspannung. In den Jahren vor seinem Tod verbrachte er viel Zeit in Gucin; hier verfasste er im Sommer Schriften und empfing Freunde und Verwandte. Die Residenz wurde nach einem Enkel Potockis, August Potocki (1806–1867, genannt „Gucio“), benannt (so wie Morysin nach einem weiteren Enkel, Maurycy Potocki, 1812–1879). Neben den Gebäuden gab es einen Obstgarten sowie Parkflächen mit Spazierwegen unterhalb, entlang und auf der Böschung.

### Park „Gaj“
Nach dem Tode Potockis ließ dessen Witwe (Aleksandra, geb. Lubomirska) ab 1821 in Gucin von Chrystian Piotr Aigner einen romantischen Garten anlegen, der dem Andenken ihres verstorbenen Mannes gewidmet war. Gleichzeitig sollte hier auch anlässlich des 30. Jahrestages der Verabschiedung der Verfassung vom 3. Mai 1791 gedacht werden. Mittelpunkt des Parkes war ein Hain (polnisch: Gaj), der um den bereits bestehenden Teich angelegt wurde. Nach der Idee alter heiliger Haine wurden hier von vielen zeitgenössischen Persönlichkeiten wie Adam Czartoryski, Tadeusz Mostowski, Samuel Linde, Julian Ursyn Niemcewicz, Stanisław Staszic und Zygmunt Vogel Bäume gepflanzt. Außerdem ließ die Potocka neben einem Sarkophag mehrere Obelisken und Gedenksteine mit Inschriften aufstellen.

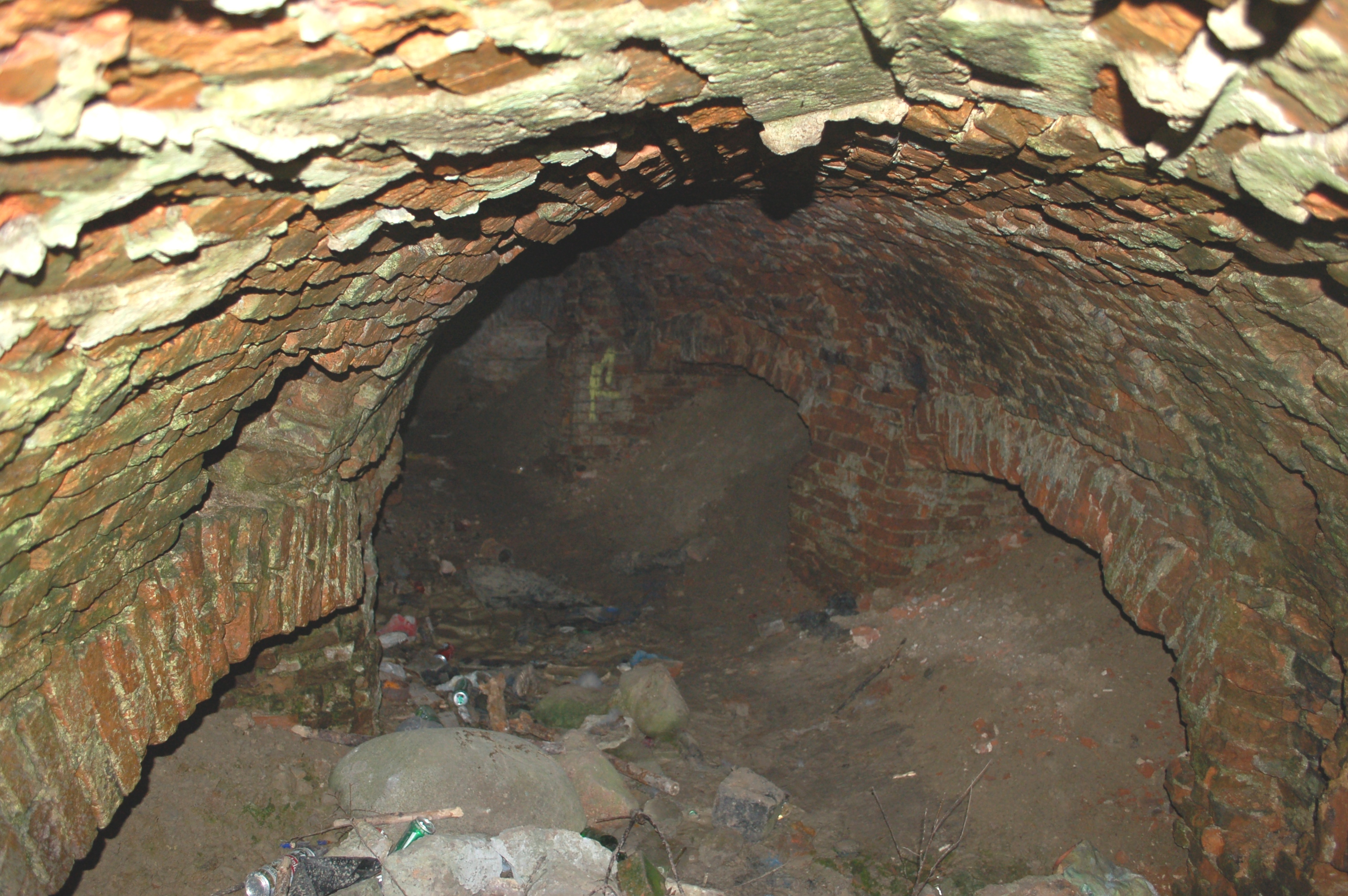
Der frühere Höhlengang, heute Überwinterungsplatz für Fledermäuse

### Katakomben
Vermutlich bereits zur Jahrhundertwende war in der Böschung ein gemauertes, rund 60 Meter langes Tunnelsystem gebaut worden. Diese Tunnel wurden als „Katakomben“ bezeichnet. Die tonnengewölbten Gänge verfügten über seitliche Aussparungen und Nischen. Der Zugang erfolgte über einen heute nicht mehr existierenden Pavillon. Die Anlage wurde vermutlich zur romantischen Erbauung errichtet und diente zu Beginn des 19. Jahrhunderts einer Freimaurerloge als Treffpunkt. Die Katakomben wurden in der Bevölkerung auch als „Groby masonów“ (deutsch: Freimaurer-Gräber) bezeichnet. Denkbar ist, das Freimaurer, die keine kirchliche Beerdigung wünschten, hier ihren Begräbnisplatz fanden – die Nischen könnten Plätze zur Aufstellung von Särgen oder Urnen gewesen sein. Später (etwa Mitte des 19. Jahrhunderts) wurden die Gänge als Lagerstätte verwendet. Nachdem Teile eingestürzt waren, wurden Hohlräume verfüllt. Heute besteht nur noch ein Teilstück, welches im Winter von Fledermäusen bewohnt wird. Im Jahr 1995 wurden die noch bestehenden Teile des Ganges von Przemysław Boguszewski und Krzysztof Rytel untersucht.

### Teich
Der Teich bestand bereits vor Anlage der Residenz. Das Becken wurde unter Augustyn Wincenty Locci und mithilfe von Mönchen ausgehoben. Es diente der Wasserspeicherung und -Zuführung zu den Wilanówer Gartenanlagen und wurde aus Quellen in der Böschung und dem Służewiec-Bach gespeist.

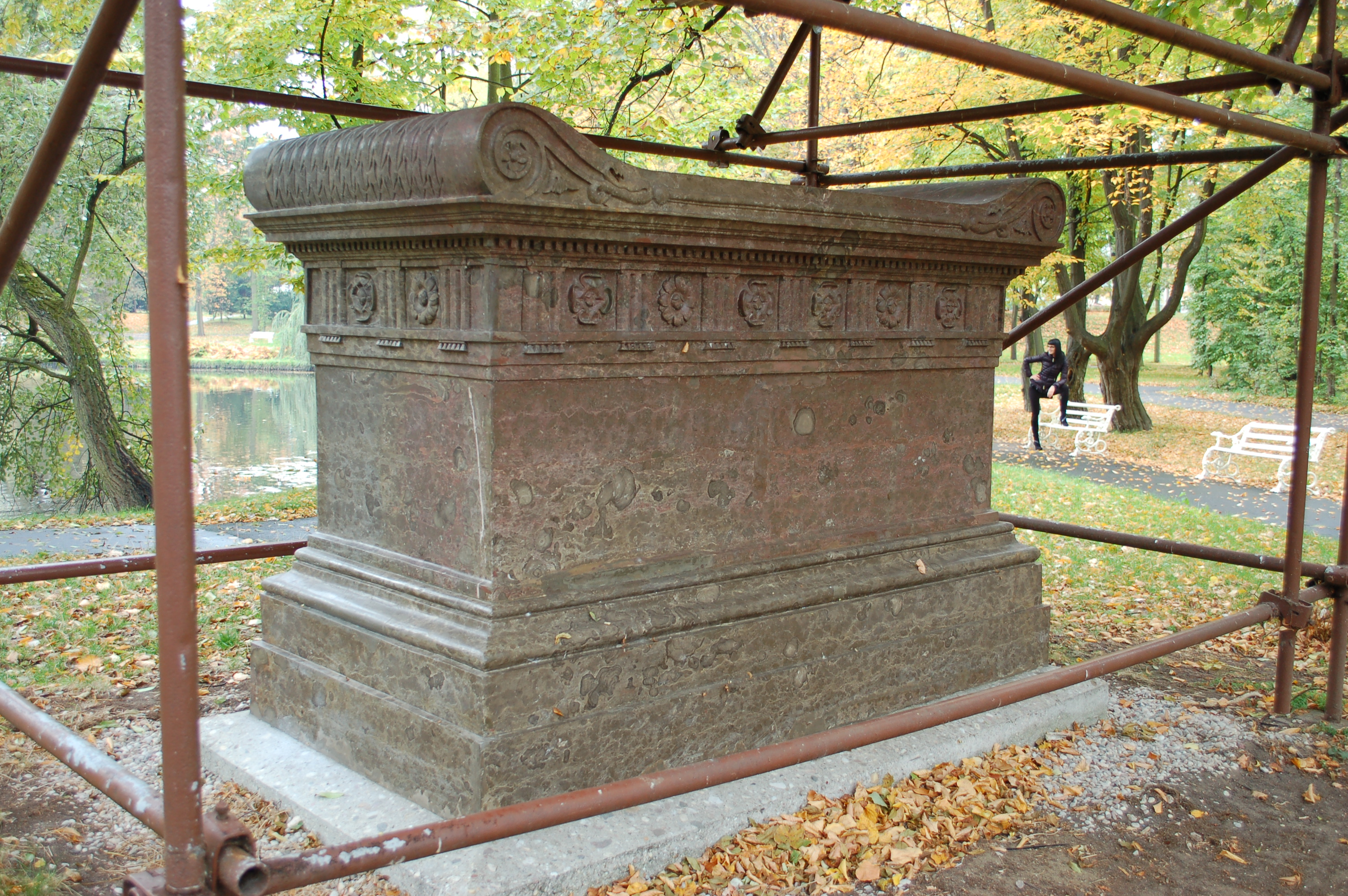
Sarkophagdenkmal für Stanisław Kostka Potocki, heute im Schlosspark Wilanów aufgestellt

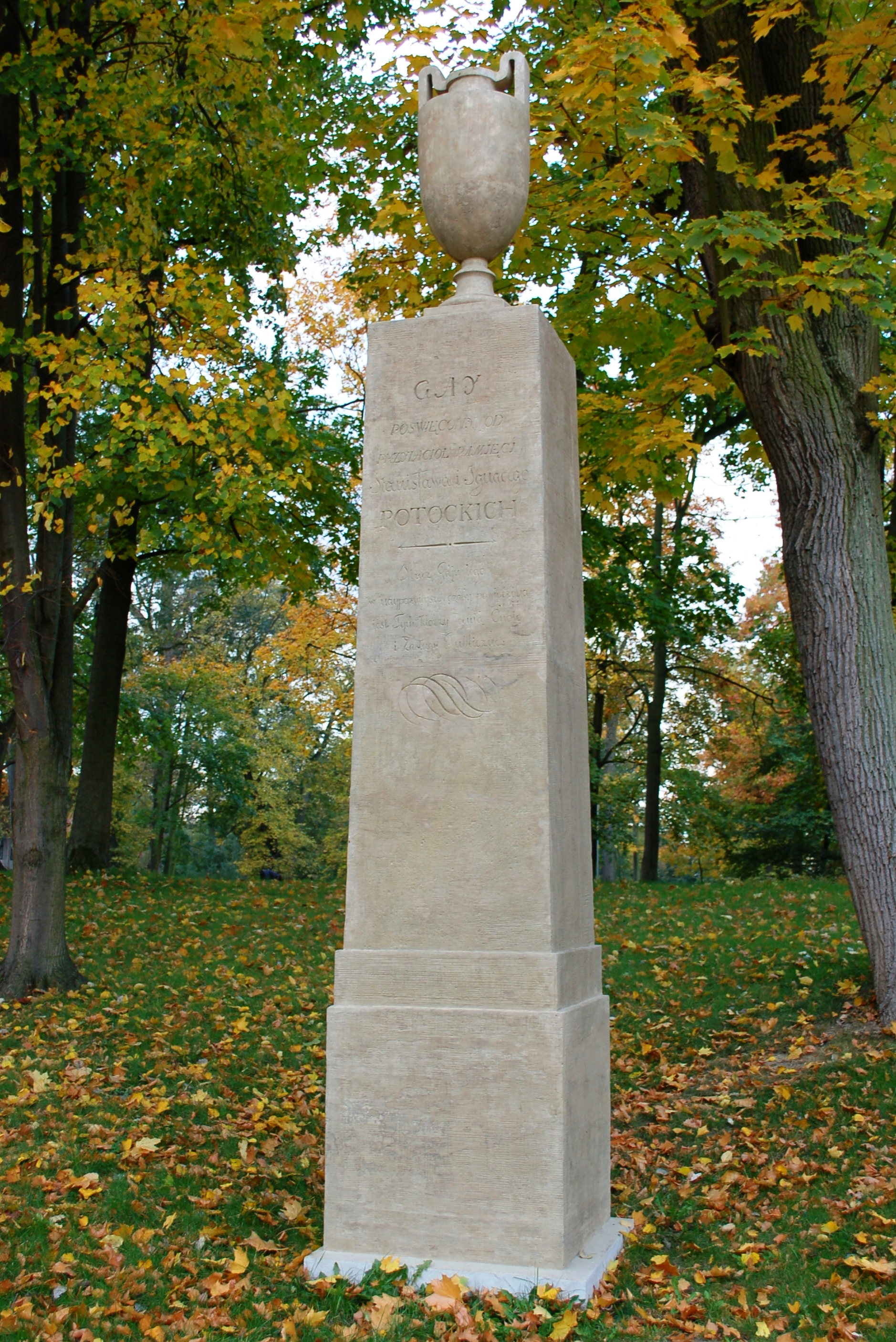
Obelisk mit Urne zum Andenken an Ignacy Potocki, heute im englisch-chinesischen Teil des Schlossparkes in Wilanów aufgestellt (denkmalgeschützt seit 1973, Nr. B-249)

### Sarkophag
Auf einem kleinen Hügel, umgeben von einer Lichtung, ließ Potockis Witwe im Jahr 1824 ein Marmormonument in Form des antiken Sarkophages von Lucius Cornelius Scipio Barbatus errichten. Heute befindet sich der Sarkophag im Park des Wilanów-Palastes. Er wurde um eine Gedenktafel zur Schlacht von Raszyn ergänzt und steht seit 1965/1973 (Nr. B 250) unter Denkmalschutz.

### Niedergang
Bis zum Jahr 1856 wurde die Anlage von der Familie Potocki erhalten. In Folge betrieben sie mehrere Pächter, die Objekte und Park kaum pflegten. Bewohner der Gegend fällten teilweise Bäume und demontierten Gebäudeteile. 1895 übertrugen die Potockis sie – im Rahmen des Übergangs von Wilanów – an Ksawery Branicki. Unter dessen Sohn, Adam Branicki, kam es vor dem Zweiten Weltkrieg zu einer Parzellierung des Grundstückes. Den oberhalb der Böschung gelegenen Teil des Parks sowie einen Streifen entlang des Böschungsgrundes verkaufte er an die Pfarrei der Katharinenkirche. Den Hain sowie die restlichen unteren Teile erwarb Bolesław Habich, der den Kaufpreis von 1938 bis 1941 abzahlte. Während des Krieges wurden sämtliche Bäume des oberen Parkteils sowie ein Teil der im Hain stehenden abgeholzt. Bereits 1939 waren die Wirtschaftsgebäude abgebrannt. Der Palast stürzte 1950 ein und wurde abgetragen. Der Sarkophag sowie ein erhalten gebliebener und dem Andenken von Ignacy Potocki, dem Bruder von Stanisław Kostka Potocki, gewidmeter Obelisk mit oben aufgestellter Urne wurden 1963 in den Schlosspark nach Wilanów verbracht. Die Denkmäler stammten von den für die Potockis tätigen Bildhauern Władysław Czerwiński, Jan Hagen und Ruff. Einige Bäume des früheren Hains bestehen noch und stehen unter Naturschutz.
Die von Habich erworbene Parkhälfte wurde nach dem Krieg per Dekret in kommunales Eigentum überführt. Der Teich und Gelände wurden dem staatseigenen Betrieb Centrala Rybna (deutsch: Fisch-Zentrale) übertragen, der hier Fische und Krebse züchtete. 1988 wurde die Gesellschaft liquidiert und als Nachfolger übernahm die Aquamex SA den Betrieb und das Gelände. In den 1990er Jahren fiel das Grundstück erneut an die Gemeinde. Ein Verkauf an niederländische Investoren, die hier einen Supermarkt eröffnen wollten, scheiterte, da die Erben des Alteigentümers zwischenzeitlich ein Restitutionsverfahren angestrengt hatten.

## Smolensk-Denkmal
Im Jahr 2011 gab der Bürgermeister von Ursynów bekannt, dass es Überlegungen gäbe, auf dem Gebiet des ehemaligen Gucin-Parkes eine Gedenkstätte für die Opfer des Flugunfalls bei Smolensk zu errichten. Diese Gedenkstätte soll Elemente der ehemaligen Parkanlage aufgreifen. Zentraler Bestandteil soll ein Obelisk sein. Die Idee wurde von dem Grundeigentümer (Kirche) mitgetragen. Auch die Parteien SLD und PiS standen den Plänen grundsätzlich offen gegenüber. Bedenken kamen von Warschaus Präsidentin Hanna Gronkiewicz-Waltz (Platforma Obywatelska) und der Denkmalschutzbehörde. Eine Entscheidung steht noch aus.